# Джеймсоніела осіння
Джеймсоніела осіння (Jamesoniella autumnalis) — вид печіночників порядку юнгерманіальних (Jungermanniales).
Вважається синонімом до Syzygiella autumnalis (DC.) K.Feldberg, Váňa, Hentschel & Heinrichs

## Поширення
Батьківщиною є Європа, Азія, Північна Америка, північ Південної Америки.
Росте на безвапняних породах, на перегнійній і гнилій деревині.

## Характеристика
Утворює бронзові, рідше зелені килимки, які досягають висоти до чотирьох сантиметрів. Бокові листки схиляються разом у верхній частині стебла і тому односторонні. Вони широкояйцеподібні або округлі прямокутні і зазвичай злегка опуклі у верхній частині. У центрі листка клітини мають розмір від 25 до 30 мікрометрів. Підлистки дрібні, мають форму списа. Клітини містять від семи до десяти масляних тілець.